# Francisco de Melo, 3.º marquês de Ferreira

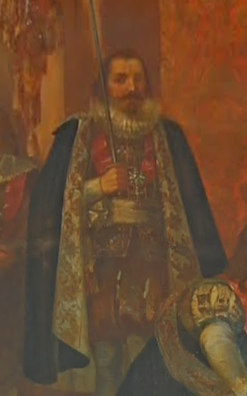
D. Francisco de Melo desempenhando o papel de Condestável do Reino na Aclamação de D. João IV em 1640; pintura de José da Cunha Taborda, 1823, Palácio Nacional da Ajuda

D. Francisco de Melo (Vilalva, 5 de Agosto de 1588 – 18 de Março de 1645, Lisboa) 3.º Marquês de Ferreira, 4.º Conde de Tentúgal, 15.º Condestável de Portugal.
Filho de D. Nuno Álvares Pereira de Melo, 3.º Conde de Tentúgal, e duma castelhana, Mariana de Castro, filha de Rodrigo de Moscoso Osório, 5.° Conde de Altamira, e neto do 2.° Marquês de Ferreira e 2.º Conde de Tentúgal, do mesmo nome, e de D. Eugénia de Bragança, D. Francisco de Melo fazia parte da casa real portuguesa. Ao contrário do seu primo direito (e homônimo), o capitão Francisco de Melo, o marquês de Ferreira tornou-se pela sua tácita aprovação, entre os membros da mais alta fidalguia, numa das figuras mais importantes da Revolução de 1640. A visita, em Agosto de 1633 do Duque de Bragança, futuro D. João IV, com seu irmão D. Alexandre, ao marquês de Ferreira em Évora, em que «a cidade acolheu-o com as marcas próprias de um soberano, na desejada antevisão de sua realeza» é uma data importante para a ideia da Restauração.
Quando D. João voltou para Vila Viçosa, depois de ter sido hospedado em Almada, onde os conjurados tentaram convencê-lo do projeto, "os Fidalgos ficaram desconsolados, e quase com a esperança perdida, vendo que se ia sem resolver nada; porém o Monteiro-mor Francisco de Melo (outro homónimo) não desistia, dando por cartas notícia do negócio ao Marquês de Ferreira, e rogando-lhe que apadrinhasse este honrado pensamento. O Marquês fazia saber tudo a el-Rei Nosso Senhor, e procurava todos os meios eficazes para o persuadir." Ele e seu irmão Jorge de Melo "correram sempre com muita amizade com o Marquês e com seu Irmão D. Rodrigo de Melo, por razão do grande parentesco que tem com esta Casa; eles eram os que davam aviso de tudo o que os Confederados deliberavam, e do estado das coisas do Reino de Castela, com todas as mais circunstâncias concernentes ao intento".
A 12 de Outubro de 1640, os Conjurados reuniram-se em casa de D. Antão de Almada. Pedro de Mendonça Furtado foi a Évora, sondar mais uma vez o Marquês de Ferreira, e outros nobres, e depois a Vila Viçosa, onde não escondeu ao Duque a urgência dos conjurados em lançarem o movimento.
A 2 de Dezembro, logo após a revolução, seguindo Portalegre e Elvas, declarou-se D. Francisco em favor do novo rei, proclamando-o em Évora.
Depois da Restauração da Independência, no dia 15 de Dezembro de 1640, alçado e aclamado solenemente em Lisboa, D. João IV, numa cerimónia decorrida num grande teatro de madeira armada, revestido de preciosos panejamentos, contíguo à engalanada varanda do Paço da Ribeira, jurou manter, respeitar, e fazer cumprir os tradicionais foros, liberdades e garantias dos Portugueses, violados pelo seu antecessor estrangeiro, diante da Nobreza, do Clero e do Povo de Portugal.
Entre os mais altos oficiais-mores da corte portuguesa, o camareiro-mor João Rodrigues de Sá, o alferes-mor Fernão Teles de Meneses, 1.º Conde de Vilar Maior, o mordomo-mor D. Manrique da Silva, futuro primeiro marquês de Gouveia, o reposteiro-mor Bernardim de Távora e o guarda-mor Pedro de Mendonça Furtado, destacava-se D. Francisco de Melo, que trazia "o Estoque desembainhado, e levantado com ambas as mãos (…), fazendo o officio de Condestavel".
Depois da Restauração, ocupou o lugar de Conselheiro de Estado.
Em 1648, o novo soberano reconheceria que em caso de extinção da sua posteridade, a Côroa passaria a um ramo colateral da Casa de Bragança, cujo representante, o Marquês de Ferreira D. Nuno Álvares Pereira de Melo, filho de Francisco de Melo já desaparecido, foi então agraciado com o título de Duque de Cadaval, em homenagem a seu pai.
O médico Manuel Alvares de Távora mais tarde conhecido por Abraham Zacuto Lusitano, neto do célebre astrónomo Abraão Zacuto, indica na sua obra ter curado em Lisboa o marquês, supõe-se durante a epidemia de peste de 1600.

## Dados genealógicos
Casou em primeiras núpcias com Maria de Moscoso y Sandoval, sua prima direita.
E, em segundas núpcias, com Juana Pimentel, sua sobrinha, filha do 4.° Marquês de Tavara.
Filhos do Casamento I:
- D. Maria de Melo.

Filhos do Casamento II:
- D. Nuno Álvares Pereira de Melo, 1.º Duque de Cadaval;
- D. Isabel de Moscoso de Castro Pimentel;
- D. Teodósio de Bragança de Melo.